# Giffoni Sei Casali
Giffoni Sei Casali es una localidad y comune italiana de la provincia de Salerno, región de Campania, con 5.272 habitantes.

## Evolución demográfica
| Gráfica de evolución demográfica de Giffoni Sei Casali entre 1861 y 2001 |
|                                                                          |
| Fuente ISTAT - elaboración gráfica de Wikipedia                          |